# 長谷川直則
長谷川 直則（はせがわ なおのり、1833年6月22日（天保4年5月5日） - 1896年（明治29年）5月4日）は、幕末から明治時代の政治家、実業家、銀行家。貴族院多額納税者議員。

## 経歴
豪商・佐藤伊兵衛の四男として出羽国村山郡天童（山形県東村山郡天童町を経て現天童市）に生まれ、のち長谷川吉内の養子となる。山形藩主秋元家に仕えたのち、実業界に入り、1888年（明治21年）7月には第八十一国立銀行頭取に就任した。ついで翌年5月、山形市会議員に当選し、所得税調査委員、山形興業幹事を経て、1890年（明治23年）山形県多額納税者として貴族院議員に互選され、同年9月29日から1895年（明治28年）12月7日まで在任した。
ほか山形県為換方、山形病院設立委員、山形鉄道、山形電灯各発起人などを務めた。